# Gulangan (Barumun Tengah)
Gulangan is een bestuurslaag in het regentschap Padang Lawas van de provincie Noord-Sumatra, Indonesië. Gulangan telt 560 inwoners (volkstelling 2010).